# Kum Back
Kum Back es el primer álbum bootleg del grupo británico the Beatles, lanzado en enero de 1970. Este álbum es una versión temprana de lo que después sería el álbum Let It Be, proveniente de una grabación en cinta de un disco de acetato preparado por el ingeniero de audio del grupo, Glyn Johns. Es uno de los primeros bootlegs comerciales del rock, el primero de los cuales fue Great White Wonder de Bob Dylan, lanzado solo unos meses antes.

## Trasfondo
En enero de 1969, los Beatles comenzaron a ensayar canciones nuevas en los estudios Twickenham para un concierto que se planeaba grabar y lanzar como un programa especial para la televisión y álbum por separado. Desde el inicio, dicho proyecto tuvo varios obstáculos—incluyendo desacuerdos, indecisión y tensiones internas al grupo—que culminaron en la renuncia temporal de George Harrison de la banda. Al cabo de unos días, Harrison regresó y se retomaron los ensayos, esta vez en las instalaciones de Apple Records en el número 3 de Savile Row. A diferencia de las sesiones en Twickenham, estas fueron grabadas en grabadores multipista de cinta. Después de la primera semana de ensayos en Apple, a Glyn Johns se le ocurrió la idea de crear un álbum que le diera al escucha una experiencia al estilo "fly on the wall"—esto es, observar de forma cándida y sin filtros—a los Beatles durante sus grabaciones en el estudio. Johns mezcló varias pistas e hizo acetatos para que cada integrante de la banda pudiera escucharlos. La respuesta fue un "no" unánime.
A inicios de marzo, John Lennon y Paul McCartney le pidieron a Johns que creara un álbum con las cintas. Johns se mantuvo con su idea de "mosca en la pared", seleccionando varias tomas tempranas de ensayos para algunas canciones del álbum. En mayo de 1969 Johns terminó la mezcla y ensambló el álbum, que sería lanzado bajo el título Get Back. Este álbum estaba planeado para ser lanzado en julio de 1969; pero ya que el siguiente álbum de la banda—Abbey Road—estaba en obras y cuya película acompañante estaba aún sin terminar, se decidió retrasar este lanzamiento hasta diciembre.

## Lanzamiento
Las primeras copias del LP aparecieron en tiendas de música en enero de 1970. Este álbum venía en una funda blanca con la inscripción "Kum Back" estampada en tinta azul o roja. Así mismo, las etiquetas del álbum eran blancas, sin indicación de artista o título. La única indicación de qué lado era cuál estaba marcada en el espacio del acetato sin surcos.
Posteriormente al lanzamiento de Kum Back, otras versiones bootleg de Get Back comenzaron a aparecer en el mercado, notablemente Get Back to Toronto bajo I.P.F Records, y Get Back bajo Lemon Records. Se estima que las ventas de Kum Back y bootlegs relacionados oscilan entre las 7,500 y 15,000 copias.

## Listado de canciones
Todas las canciones escritas y compuestas por Lennon–McCartney excepto cuando se indique. 
| Lado 1 |                                      |                  |          |  |
| N.º    | Título                               | Escritor(es)     | Duración |  |
| 1.     | «Get Back» (Grabado el 27 de enero)  | —                | 2:51     |  |
| 2.     | «The Walk» (Grabado el 27 de enero)  | Jimmy McCracklin | 0:59     |  |
| 3.     | «Let It Be» (Grabado el 26 de enero) | —                | 4:06     |  |
| 4.     | «Teddy Boy» (Grabado el 24 de enero) | —                | 5:56     |  |
| 5.     | «Two of Us» (Grabado el 24 de enero) | —                | 3:58     |  |

| Lado 2 |                                                      |                 |          |  |
| N.º    | Título                                               | Escritor(es)    | Duración |  |
| 6.     | «Don't Let Me Down» (Grabado el 22 de enero)         | —               | 3:55     |  |
| 7.     | «I've Got a Feeling» (Grabado el 23 de enero)        | —               | 3:01     |  |
| 8.     | «The Long and Winding Road» (Grabado el 26 de enero) | —               | 3:47     |  |
| 9.     | «For You Blue» (Grabado el 25 de enero)              | George Harrison | 3:06     |  |
| 10.    | «Dig a Pony» (Grabado el 23 de enero)                | —               | 4:06     |  |
| 11.    | «Get Back (Reprise)» (Grabado el 28 de enero)        | —               | 3:01     |  |

## Legado
Para cuando el álbum Let It Be fue lanzado en mayo de 1970, el álbum Get Back original ya era una mercancía común. Además del LP bootleg y otras grabaciones en circulación, la revista Rolling Stone había publicado un avance de Get Back en su número de septiembre de 1969, en el que describía el acercamiento "de vuelta a lo básico" de la banda, incluyendo la cubierta del álbum al estilo Please Please Me. Las reseñas generalmente negativas de Let It Be a menudo notaban el contraste entre el álbum original y la orquestación pródiga del productor Phil Spector. La revista New Musical Express escribió: "la tragedia es que lo poco que queda del álbum original es del mejor rock que los Beatles han grabado en años" y que "casi toda la diversión y sentimiento puro fueron eliminadas o pulidas por Phil Spector." Rolling Stone se quejó de que Spector "sacara su orquesta y coro para luego tomar algunas gemas en bruto del mejor álbum de los Beatles en años, para luego convertirlas en joyería de disfraz."
El lanzamiento de Kum Back despertó un gran interés entre los fanes acerca de las grabaciones inéditas de los Beatles, lo cual llevó a su vez al lanzamiento de cientos de discos bootleg durante la década de 1970.

## Lanzamientos oficiales
Varias pistas incluidas en Kum Back aparecieron en lanzamientos oficiales. "Get Back" fue lanzado como un sencillo del álbum "Let It Be". A su vez, "The Long and Winding Road" apareció en "Let It Be" con pistas adicionales de orquesta y cros añadidos por Spencer. La grabación original sin estas pistas apareció en el álbum Anthology 3, lanzado en 1996. Tanto "Teddy Boy" como "I've Got a Feeling" también aparecieron en este último álbum.

## Personal
- John Lennon: guitarra rítmica, guitarra acústica, guitarra líder, bajo, lap steel, voz armónica, voz principal
- Paul McCartney: bajo, guitarra acústica, piano, voz principal, voz armónica
- George Harrison: guitarra líder , guitarra de ritmo, voz principal
- Ringo Starr: Batería
- Billy Preston: Piano Eléctrico